# Michael Jung
Michael Jung (ur. 31 lipca 1982) – niemiecki jeździec sportowy. Dwukrotny złoty medalista olimpijski z Londynu.
Zawody w 2012 były jego pierwszymi igrzyskami olimpijskimi. Startuje we Wszechstronnym Konkursie Konia Wierzchowego. W Londynie odniósł największy sukces w swej karierze, zwyciężając w drużynie i indywidualnie. Zwyciężył w dniu swoich trzydziestych urodzin. Startował na koniu Sam FBW. Był wielokrotnym medalistą mistrzostw Europy i Niemiec w różnych kategoriach wiekowych. Na igrzyskach w Rio de Janeiro obronił tytuł mistrza olimpijskiego w konkursie indywidualnym a razem z drużyną zdobył srebrny medal.
W 2024 roku podczas igrzysk w Paryżu jako pierwszy w historii został trzykrotnym indywidualnym złotym medalistą.

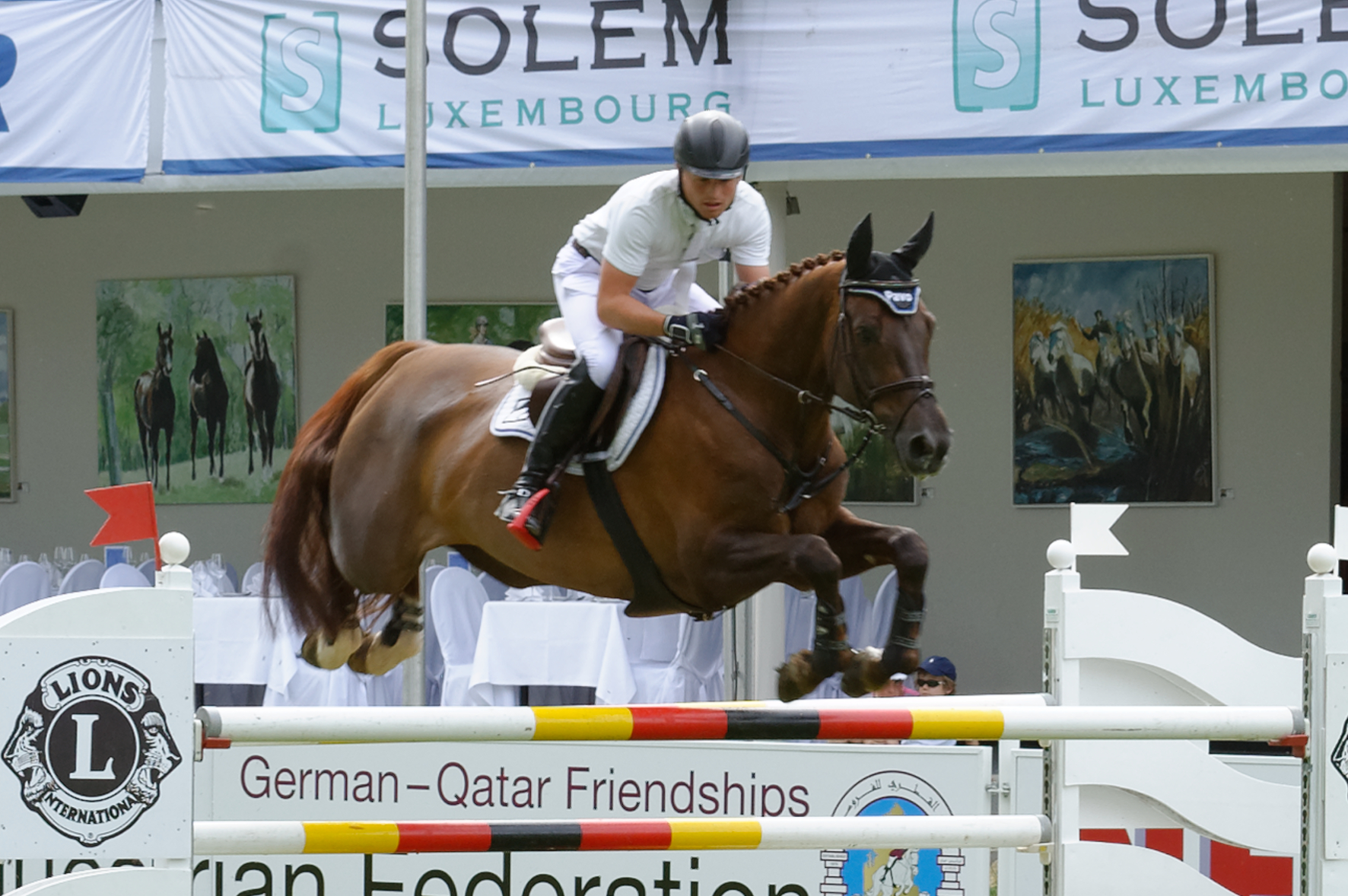
Internationales Pfingstturnier Wiesbaden 2014